# Umweltauswirkung
Unter Umweltauswirkungen versteht man im Allgemeinen die Reaktion der Umwelt auf verursacherbezogene Umwelteinwirkungen. Sie verhalten sich somit wie Ursache  und Wirkung und bedingen in der Regel einander.
Neben primären Umweltauswirkungen als direkte Reaktion auf die Eingriffe in den Naturhaushalt können häufig weitere Folgewirkungen auftreten. Ausgehend von der Art der Einwirkungen auf die Umwelt sind starke Variationen der Reaktionen möglich.
Umweltauswirkungen können
- positiv oder negativ auf das Ökosystem wirken
- reversibel bzw. irreversibel sein
- kurz-, mittel- bzw. langfristig auftreten
- ständig bzw. nur vorübergehend vorhanden sein
- aufgrund von Anreicherung verstärkt wirken
- sich gegenseitig beeinflussen (verstärkend/abschwächend).[1]

Generell ist jede Veränderung, egal ob positiv oder negativ, die ganz oder teilweise infolge von menschlichen Tätigkeiten hervorgerufen wird, als Umweltauswirkung zu verstehen. Positiv auf die Umweltsituation wirken sich z. B. neue Technologien zur Energieeinsparung, der Einsatz von Substituten, der Ausbau von Abwasserkläranlagen usw. aus. Maßgeblich für die Intensität einer negativen Wirkung auf die Umwelt ist der betroffene Raum und der  Zustand des Ökosystems. In gewissem Grad besitzt das Ökosystem, nach seiner jeweiligen Empfindlichkeit, die Fähigkeit die Belastung zu kompensieren. Für die Beurteilung der Umweltauswirkungen, z. B. ausgehend von Unternehmen, sind verschiedene räumliche Betrachtungsebenen heranzuziehen, da die Schädigung meist nicht nur lokal eintritt, sondern regional oder sogar global Einfluss nehmen kann. Eine negative Umweltauswirkung ist beispielsweise die Überdüngung von Böden. Eine einseitige und unsachgemäße Düngung kann primär zu Schäden der Pflanzen und der Bodenmikroflora und -fauna führen. Eine Überdüngung kann weiterhin eine Eutrophierung im Grundwasser und in Oberflächengewässern zur Folge haben. Nicht nur die Funktionalität von Ökosystemen kann durch verschiedene Umwelteinwirkungen beeinträchtigt werden, auch das Wohlbefinden und die Gesundheit des Menschen reagieren mehr oder minder sensibel auf bestimmte Belastungen. 

## Umweltbeeinflusser
Umweltauswirkungen ergeben sich durch Beeinflussung der Umwelt. Unternehmen und die Bevölkerung stehen in enger wechselseitiger Beziehung mit der Umwelt. Hierbei kann die Frage gestellt werden, was Unternehmen und Bevölkerung der Umwelt zumuten und welche Auswirkungen sich dabei für die Umwelt ergeben. In diesem Zusammenhang fallen oft die Begriffe Adaptation, was die Anpassung an veränderte Klimabedingungen bezeichnet, sowie Mitigation, was wiederum die bewusste Verringerung der Treibhausgasemissionen bezeichnet, um die Auswirkungen auf den Klimawandel zu steuern.

### Unternehmen

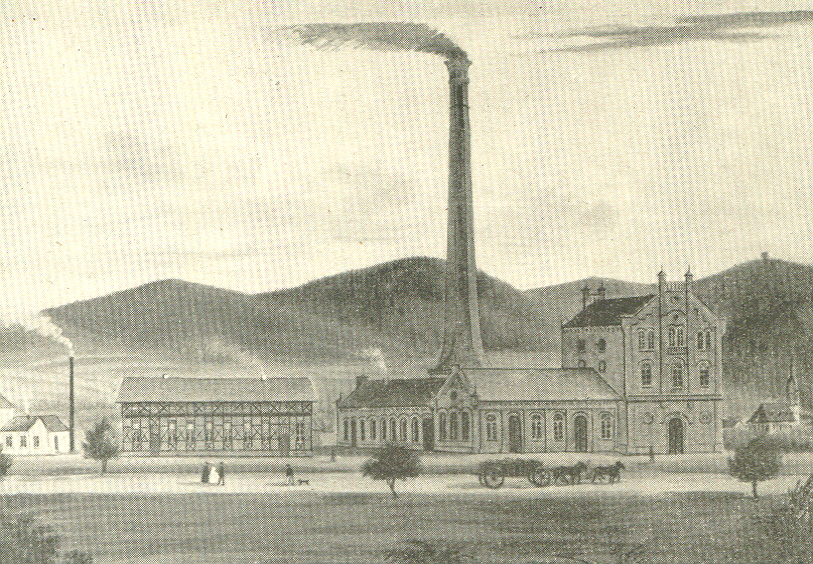
Neue Fabrikanlagen entstehen (Zeichnung um 1860)

#### Umweltgüter als Produktivfaktoren
Umweltgüter sind Produktivfaktoren, deren Nutzung auf die Stabilität des Ökosystems großen Einfluss haben können. Ohne deren Mitwirkung ist eine betriebliche Leistungserstellung jedoch nicht möglich. Beispiele für Produktivfaktoren sind Kohle und Erz, aber auch Wasser. 
Unternehmen müssen nun bewusst und nachhaltig über den Einsatz knapper Umweltgüter entscheiden. Man kann sagen, dass Umweltgüter als ökonomisch knapp zu betrachten sind, also dass die Menge der Bedürfnisse nach Umweltgütern unbegrenzt, die Anzahl der Ressourcen jedoch begrenzt ist. Eine vollständige Erfüllung aller Bedürfnisse nach Umweltgütern ist somit nicht möglich; Unternehmen konkurrieren um die Nutzung dieser Güter. Somit können manche Unternehmen, wenn sie die Nutzung mancher Umweltgüter niedriger bewerten, als sie wert sind, von der Nutzung ausgeschlossen werden.

#### Umwelt als Dienstleister
Unternehmen nutzen Umweltdienstleistungen im Rahmen ihrer
- Versorgungsfunktion: Die Umwelt liefert dem Unternehmen Ressourcen, die als Inputs verwendet werden. Dies nennt man auch Extraktionsnutzung der Umwelt.
- Trägerfunktion: die anfallenden unerwünschten Outputs werden an die Umwelt abgegeben. Dies wird auch als Depositionsnutzung der Umwelt bezeichnet.
- Regelungsfunktion: Regenerationsprozesse der Natur werden in Anspruch genommen. Dies nennt man auch Prozessnutzung der Umwelt.[3]

### Bevölkerung

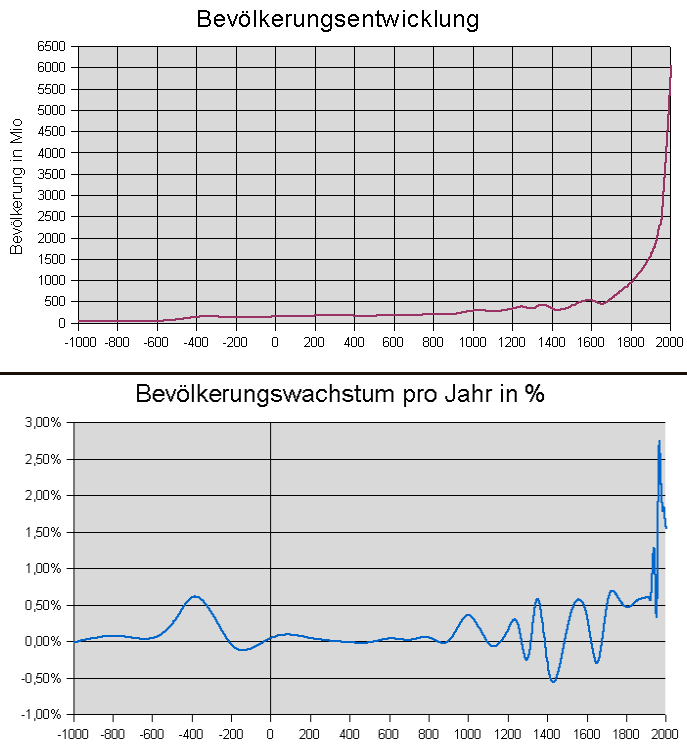
Entwicklung der Weltbevölkerung. Oben: absolut in Millionen Menschen; unten: relativer Zuwachs pro Jahr in %

Ebenso wie Unternehmen wirkt die Bevölkerung auf die Umwelt ein, was zu Umweltauswirkungen führt. Die Bevölkerung nutzt ebenso die Dienstleistungs- und Produktivfunktionen der Umwelt. Das rasante Bevölkerungswachstum und der damit verbundene Anstieg des Bedarfs an Lebensmitteln und anderen Gütern stellt zunehmend ein Problem für die Umwelt dar. Derzeit leben acht Milliarden Menschen auf der Erde und jedes Jahr wächst diese Zahl um ca. 80 Millionen.
Die Bevölkerungszahl geht direkt in die Gleichung des Environmental Impact Index von Barry Commoner ein. Diese Gleichung, auch als IPAT-Gleichung, berechnet die Umweltlast (I) als Produkt aus Bevölkerungszahl (P), einem Wohlstandsfaktor A sowie einem Technikfaktor T.

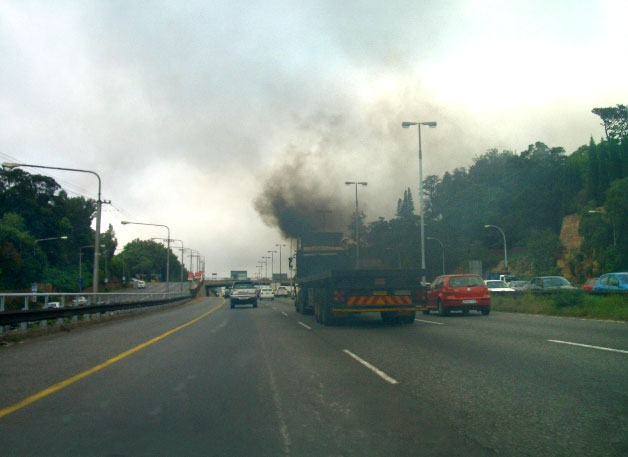
Luftverschmutzung durch Kraftfahrzeuge

### Folgen für die Umwelt
Durch die Nutzung dieser Umweltgüter greifen Unternehmen und die Bevölkerung massiv in den natürlichen Haushalt der Natur ein. Dabei kann es sein, dass ein Umweltgut nach einer endlichen Anzahl von Nutzungen erschöpft ist, beispielsweise bei Kohle- oder Erdgasvorkommen. Dies nennt man auch ökologische Kumulativknappheit. Wenn eine kritische Rate der Nutzung überschritten wird, so kann eine Schädigung des gesamten Umweltsystems auftreten. Bei dieser Form der Knappheit spricht man von ökologischer Ratenknappheit, als Beispiel seien die Aufnahme von Schadstoffen in die Luft (Luftbelastung) und eine Übernutzung bei nachwachsenden Ressourcen, zum Beispiel Nutzholz, genannt.

## Bewertung der Umweltauswirkungen

### Umweltrecht
Für die Bewertung von Umweltauswirkungen können verschiedene Instrumente herangezogen werden. Generell gilt nach dem Umweltrecht, alle Maßnahmen zur Vermeidung bzw. Verringerung negativer Umweltauswirkungen zu ergreifen. 

#### Strategische Umweltprüfung
Die Strategische Umweltprüfung (SUP) ist ein Verfahren, mit dem die Umweltaspekte bei strategischen Planungen und dem Entwurf von Programmen untersucht werden. Typische Anwendungsfälle sind Regionalentwicklungspläne, Bauleitpläne, Verkehrskonzepte, Abfallwirtschaftspläne, Energiekonzepte, Tourismusprogramme etc. Die SUP geht auf die EG-Richtlinie (2001/42/EG) über die Prüfung der Umweltauswirkungen bestimmter Pläne und Programme zurück.

#### Umweltverträglichkeitsprüfung
Eines wichtigsten umweltpolitisches Instrument ist die Umweltverträglichkeitsprüfung (UVP), die umweltrelevante Vorhaben vor ihrer Zulassung auf mögliche Umweltauswirkungen hin überprüft. Die UVP wird noch vor der Durchführung eines Projektes bzw. der Errichtung einer Anlage realisiert und ist die Basis aller weiteren Tätigkeiten. Das Ziel der UVP nach dem deutschen UVP-Gesetz ist eine umfassende Analyse möglicher unmittelbarer und mittelbarer Auswirkungen eines Projektes auf die Faktoren Mensch, Fauna und Flora, Boden, Wasser, Luft, Klima und Landwirtschaft, auf die Wechselwirkungen zwischen diesen Faktoren sowie auf Sachgüter und das kulturelle Erbe. 
Für Unternehmen ist ein weiteres wichtiges Instrument die betriebliche Umweltbilanz. In dieser Ökobilanz werden die Umweltwirkungen von Produkten des gesamten Lebensweges und der Dienstleistungen systematisch analysiert. Des Weiteren können über das ökologieorientierte Informations- und Entscheidungsinstrument alle Stoff- und Energieflüsse eines Unternehmens dargestellt werden und die Ergebnisse in die Umweltmanagementstrategie der Unternehmen einfließen.

### Deutscher Umweltindex
Der Deutsche Umweltindex (DUX) war ein vom Umweltbundesamt berechneter Kennwert, der in einer Zahl Entwicklungstrends des Umweltschutzes für Deutschland widerspiegelte. Er zeigte auf, inwieweit umweltpolitische Ziele erreicht wurden und wie sich unternehmerisches Handeln auf die Umwelt in Deutschland auswirkt. Der DUX wird inzwischen nicht mehr weitergeführt, ebenso wie das zugrundeliegende Umweltbarometer. Er setzte sich aus verschiedenen Werten des deutschen Umweltbarometers für Klima, Boden, Energie, Wasser, Luft und Rohstoffe zusammen. Die Werte, die in den DUX einflossen, ergaben sich aus den relativen Zielerreichungen jedes einzelnen Indikators, da die unterschiedlichen absoluten Einzelwerte nicht miteinander vergleichbar gewesen wären. So wurde also berechnet, an welchem Punkt der Entwicklung ein Indikator vom Ist-Zustand im Basisjahr zum Sollzustand im Zieljahr steht. Wenn in allen Bereichen die umweltpolitischen Ziele erreicht wurden, nahm der Dux einen Wert von 6000 an.